# A Kajmán-szigetek a 2008. évi nyári olimpiai játékokon
A Kajmán-szigetek a kínai Pekingben megrendezett 2008. évi nyári olimpiai játékok egyik részt vevő nemzete volt. Az országot az olimpián 2 sportágban 4 sportoló képviselte, akik érmet nem szereztek.

## Atlétika
Férfi
| Versenyző     | Versenyszám | Előfutam | Előfutam | Előfutam | Negyeddöntő | Negyeddöntő | Negyeddöntő | Elődöntő | Elődöntő | Elődöntő | Döntő   | Döntő    |
| Versenyző     | Versenyszám | Idő      | Hely.    | Össz.    | Idő         | Hely.       | Össz.       | Idő      | Hely.    | Össz.    | Idő     | Helyezés |
| ------------- | ----------- | -------- | -------- | -------- | ----------- | ----------- | ----------- | -------- | -------- | -------- | ------- | -------- |
| Ronald Forbes | 110 m gát   | 13,59    | 5.       | 19.*     | 13,72       | 5.          | 26.         | kiesett  | kiesett  | kiesett  | kiesett | kiesett  |

Női
| Versenyző           | Versenyszám | Előfutam | Előfutam | Előfutam | Negyeddöntő | Negyeddöntő | Negyeddöntő | Elődöntő | Elődöntő | Elődöntő | Döntő | Döntő    |
| Versenyző           | Versenyszám | Idő      | Hely.    | Össz.    | Idő         | Hely.       | Össz.       | Idő      | Hely.    | Össz.    | Idő   | Helyezés |
| ------------------- | ----------- | -------- | -------- | -------- | ----------- | ----------- | ----------- | -------- | -------- | -------- | ----- | -------- |
| Cydonie Mothersille | 200 m       | 22,76    | 3.       | 3.       | 22,83       | 4.          | 9.*         | 22,61    | 4.       | 9.       | 22,68 | 8.       |

* - egy másik versenyzővel azonos időt ért el

## Úszás
Férfi
| Versenyző     | Versenyszám    | Előfutam | Előfutam | Előfutam | Elődöntő | Elődöntő | Elődöntő | Döntő   | Döntő    |
| Versenyző     | Versenyszám    | Idő      | Hely.    | Össz.    | Idő      | Hely.    | Össz.    | Idő     | Helyezés |
| ------------- | -------------- | -------- | -------- | -------- | -------- | -------- | -------- | ------- | -------- |
| Brett Fraser  | 200 m hát      | 2:01,17  | 1.       | 29.      | kiesett  | kiesett  | kiesett  | kiesett | kiesett  |
| Shaune Fraser | 100 m gyors    | 49,56    | 4.       | 36.*     | kiesett  | kiesett  | kiesett  | kiesett | kiesett  |
| Shaune Fraser | 200 m gyors    | 1:48,60  | 5.       | 26.      | kiesett  | kiesett  | kiesett  | kiesett | kiesett  |
| Shaune Fraser | 100 m pillangó | 54,08    | 1.       | 51.      | kiesett  | kiesett  | kiesett  | kiesett | kiesett  |

* - egy másik versenyzővel azonos időt ért el